# Ocypteromima angustipennis
Ocypteromima angustipennis är en tvåvingeart som först beskrevs av Villeneuve 1916.  Ocypteromima angustipennis ingår i släktet Ocypteromima och familjen parasitflugor. Inga underarter finns listade i Catalogue of Life.